# Мавровське озеро
Мавровське озеро (мак. Мавровско Езеро) — озеро в Республіці Північна Македонія. Розташоване в північно-західній частині республіки на висоті 1020 м над рівнем моря, має розміри 10x5 км. Максимальна глибина — 50 м. В озеро впадає річка Радика. Утворилося в результаті будівництва греблі. ГЕС пущена 1959 року. Озеро займає площу 13,7 кв км і є визначною туристичною пам'яткою регіону.

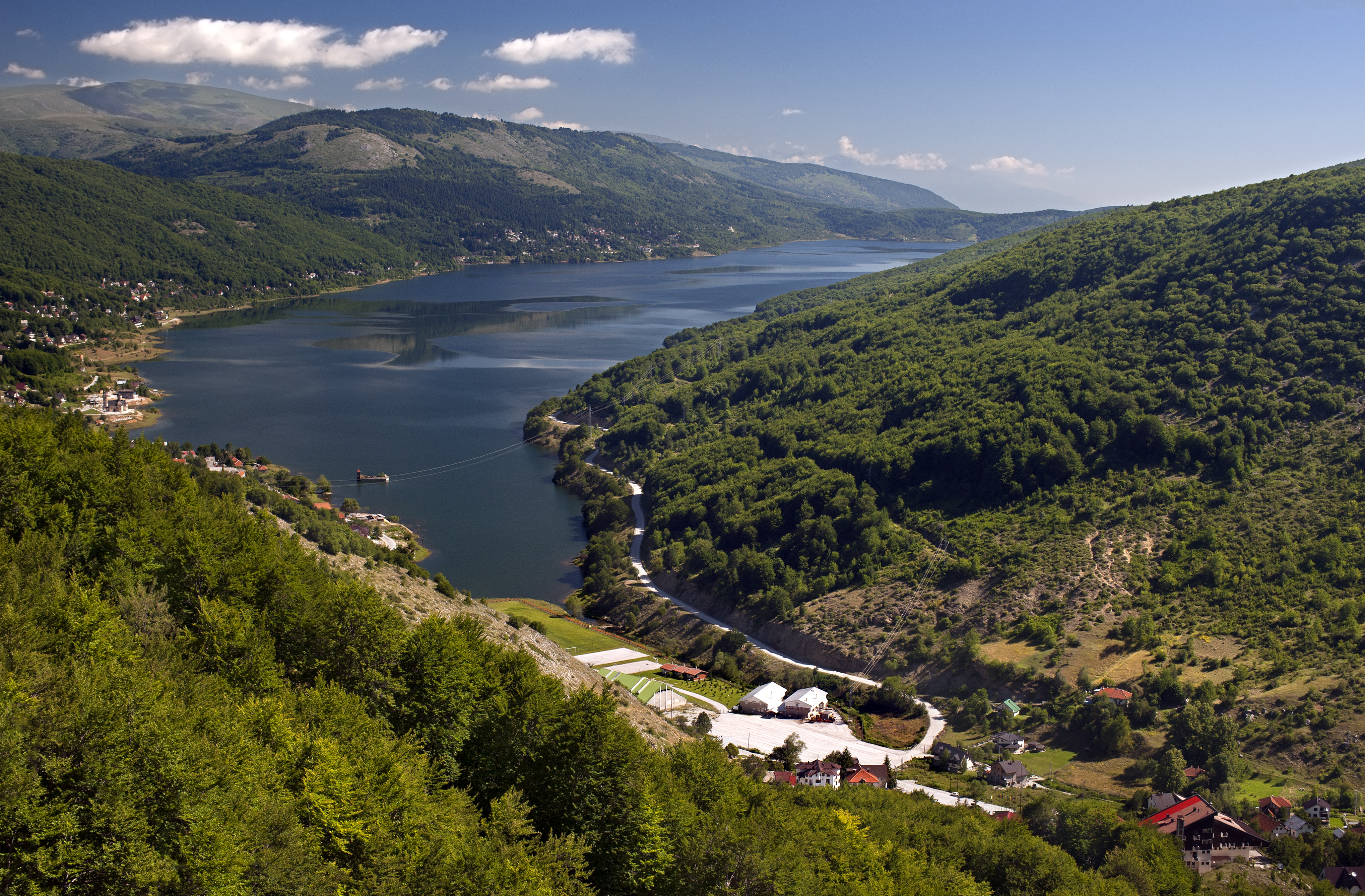
Мавровське озеро і село Маврово, панорама.
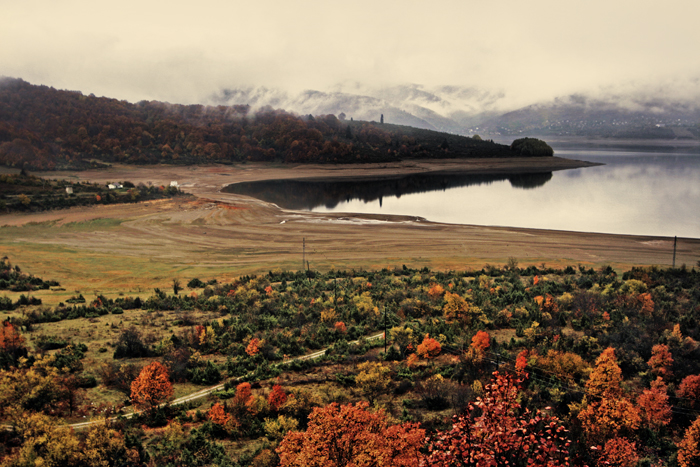
Озеро восени
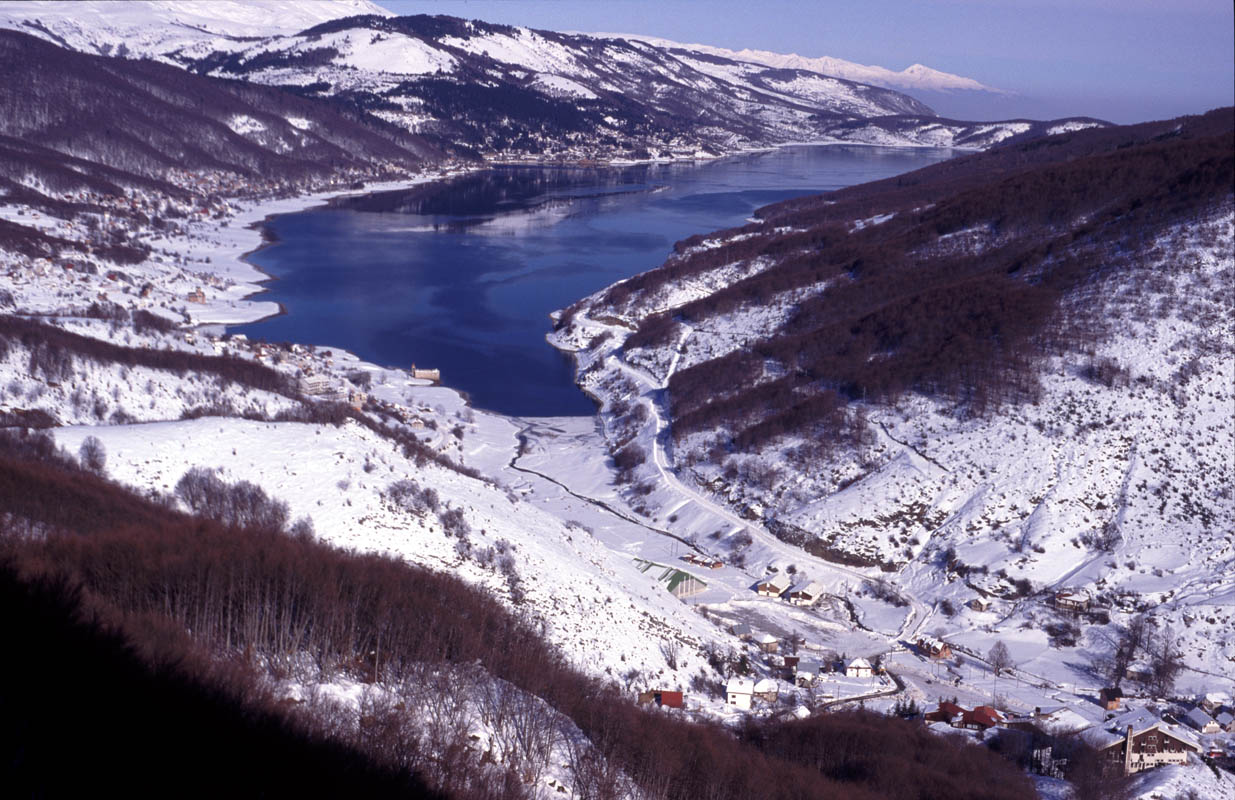
Озеро взимку